# (1333) Cevenola
(1333) Cevenola és un asteroide que forma part del cinturó d'asteroides i va ser descobert per Odette Bancilhon el 20 de febrer de 1934 des de l'observatori d'Alger-Bouzaréah, Algèria.
Inicialment es va designar com 1934 DA. Posteriorment, va ser anomenat per les Cevenes, una cadena muntanyenca del centre-sud de França.
Orbita a una distància mitjana de 2,633 ua del Sol, podent acostar-s'hi fins a 2,279 ua. Té una excentricitat de 0,1344 i una inclinació orbital de 14,64°. Triga a completar una òrbita al voltant del Sol 1561 dies.